# Lasaeola bequaerti
Lasaeola bequaerti är en spindelart som först beskrevs av Arthur M. Chickering 1948.  Lasaeola bequaerti ingår i släktet Lasaeola och familjen klotspindlar.
Artens utbredningsområde är Panama. Inga underarter finns listade i Catalogue of Life.